# Phyllonorycter delitella
Phyllonorycter delitella là một loài bướm đêm thuộc họ Gracillariidae. Nó được tìm thấy ở miền nam Đức to Tây Ban Nha, Corse, Sardegna, Ý và Hy Lạp và from Pháp to România.
Ấu trùng ăn Quercus pubescens. Chúng ăn lá nơi chúng làm tổ. They create a small, lower-surface, tentiform mine, with one strong fold in the lower epidermis. The upperside of the mine is mostly entirely eaten out. The pupa is located in the mine in a silken cocoon, that is attached to the mine at its upper và lower side. The frass is deposited along the sides of the cocoon.